# Nina Zidar Klemenčič
Nina Zidar Klemenčič, slovenska pravnica in odvetnica, * 1978
Izhaja iz Šmarja pri Jelšah. Zidar Klemenčičeva je diplomirala na Pravni fakulteti v Ljubljani, nato pa pridobila naziv specialist prava na univerzi Cambridgeu.  V Strasbourgu je zaključila študij francoskega jezika in kulture in se izobraževala iz evropskega prava na Institut des Hautes Etudes Europeannes Robert Schumann. Državni pravniški izpit je opravila na Višjem sodišču v Ljubljani. Je avtorica strokovnih člankov s področja medijskega prava in posegov v osebnostne pravice; kot predavateljica sodeluje z London School of Public Relations.
Je ustanoviteljica odvetniške pisarne Zidar Klemenčič, ki je vodila več odmevnih primerov s področja medijskega, konkurenčnega in gospodarskega prava. Aktivna je tudi na področjih varovanja pravic otrok in šibkejših ter med drugim članica upravnega odbora fundacije Unicef. Odvetniška pisarna Zidar Klemenčič je pobudnica in izvajalka projekta brezplačne pravne pomoči "Ker je prav", ki poteka v sodelovanju z Zvezo prijateljev mladine Moste Polje. Sodeluje tudi v projektu "Botrstvo", ki prav tako poteka v sodelovanju z Zvezo prijateljev mladine Moste Polje.
Je tudi nekdanja pravna zastopnica slovenskega politika, Janeza Janše; Janša je z njo prekinil sodelovanje iz javnosti neznanih razlogov, neuradno pa naj bi bil razlog poročilo Komisije za preprečevanje korupcije. Komisijo je v tistem času vodil njen mož, Goran Klemenčič. Zaradi moževega vodenja Komisije je prišlo tudi do spora s koprskim županom, Borisom Popovičem.